# Майна джунглева
Ма́йна джунглева (Acridotheres fuscus) — вид горобцеподібних птахів родини шпакових (Sturnidae). Мешкає в Південній і Південно-Східній Азії. Був інтродукований на деяких островах Океанії.

## Опис

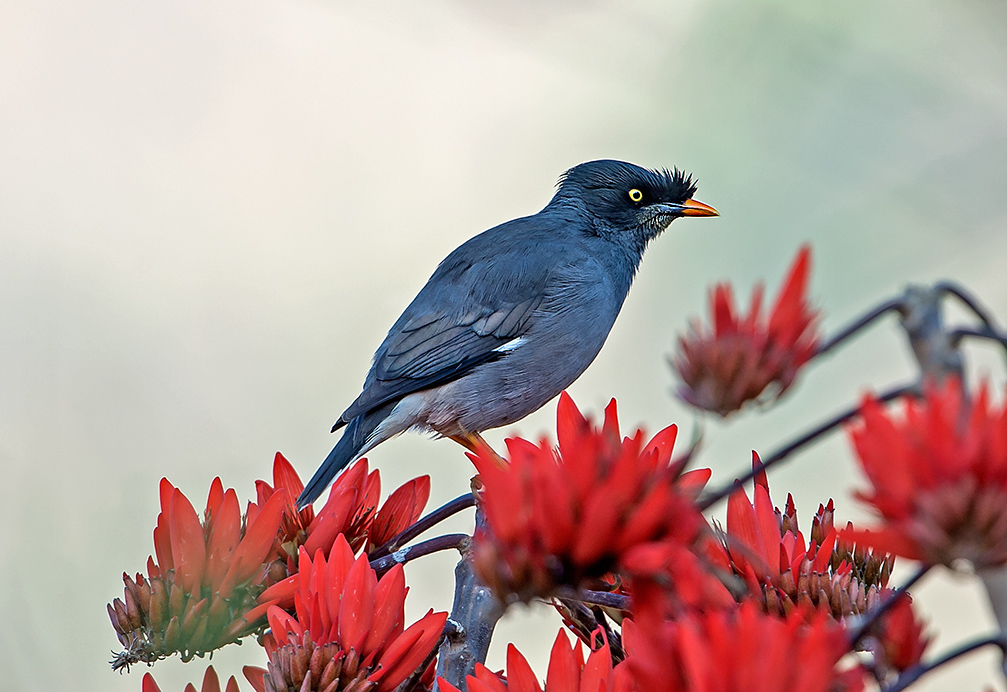
Джунглева майна

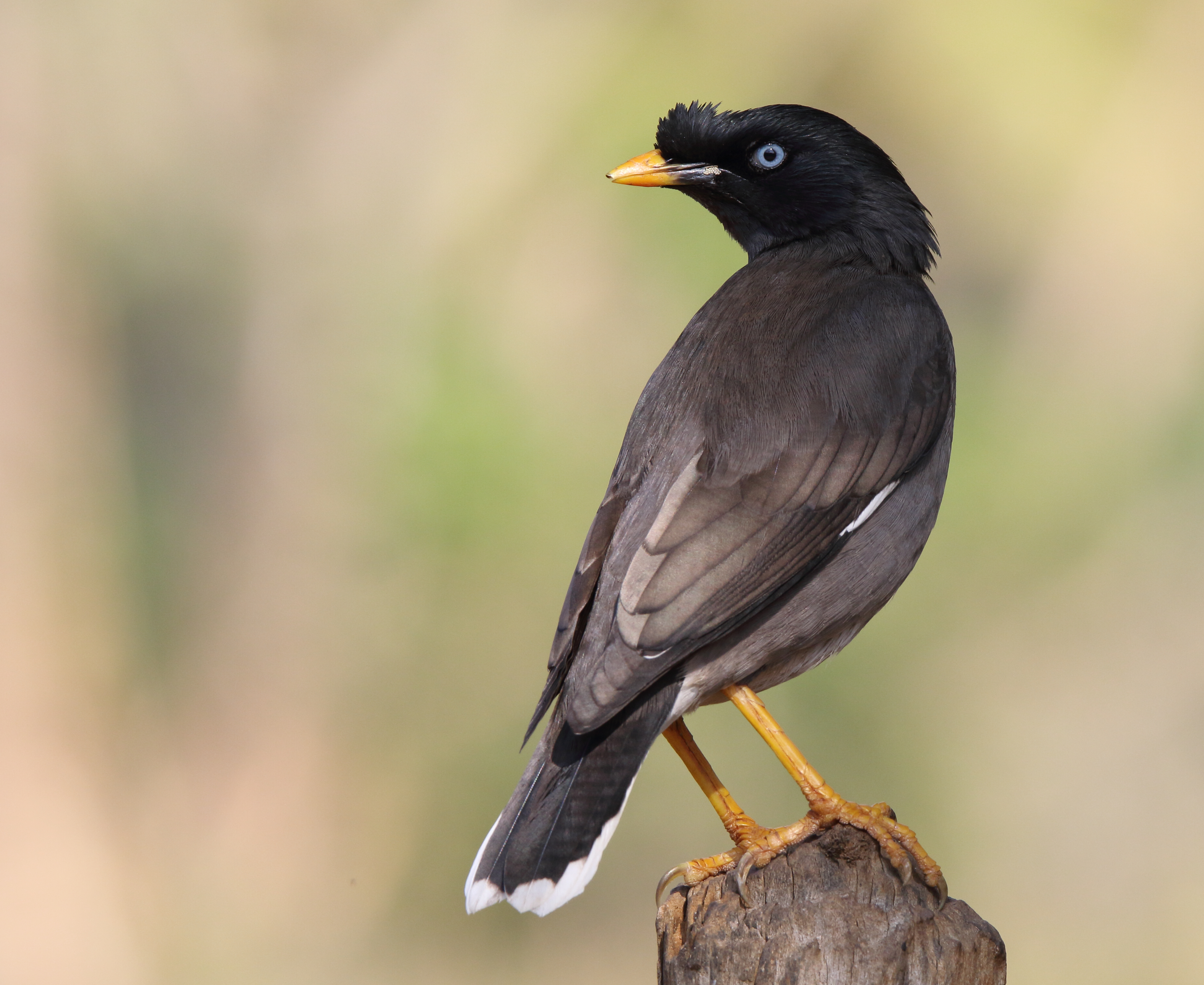
Джунглева майна (підвид A. f. mahrattensis)

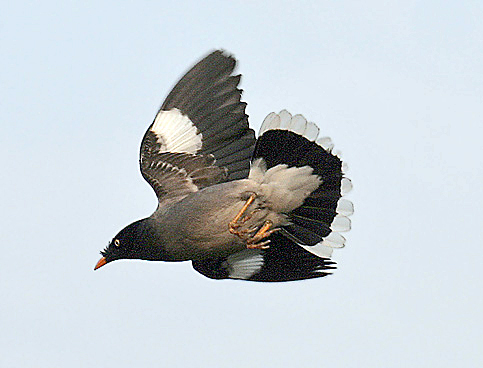
Джунглева майна в польоті

Довжина птаха становить 23-24 см. вага 72-98 г. Забарвлення переважно чорнувато-сіре, голова більш темна, крила і хвіст більш темні, буруваті, надхвістя і нижня частина тіла світлі, особливо на животі. Першорядні махові пера біля основи білі, що формує на крилах білу пляму, помітну в польоті. Гузка і нижні покривні пера хвоста білі, стернові пера мають білі кінчики. Райдужки яскраво-жовті, дзьоб оранжевий, знизу біля основи сизий, лапи оранжеві. Пера над дзьобом направлені догори, формуючи невеликий чуб. 
Молоді птахи мають більш коричнювате забарвлення чуб на голові у них менш виражений, білий кінчик хвоста більш вузький. Горло і груди у них коричневі, пера на них маюить темну центральну частину, що надає нижній частині тіла пістрявого вигляду. Представники підвиду A. f. fumidus є більш темними, ніж представники номінативного підвиду. Представники підвиду A. f. mahrattensis мають більш коричнюватий відтінок, очі у них сині, блакитні або сірі. У представників підвиду  A. f. torquatus чуб є більш довгим і блискучим, живіт більш темними, особливо з боків, а гузка білувата. У джунглевих майн були зафіксовані випадки альбінізму.

## Підвиди
Виділяють чотири підвиди:
- A. f. mahrattensis (Sykes, 1832)[5][6] — захід Індії (від Раджастхана на південь до Керали і на схід до західного Тамілнаду);
- A. f. fuscus (Wagler, 1827) — від передгір'їв Гімалаїв в Пакистані і Індії до Бангладеш, центральної і південної М'янми;
- A. f. fumidus Ripley, 1950[7] — Північно-Східна Індія (східний Ассам, Аруначал-Прадеш, Нагаленд);
- A. f. torquatus Davison, WR, 1892[8] — Малайський півострів.

## Поширення і екологія
Джунглеві майни мешкають в Пакистані, Індії, Непалі, Бутані, Бангладеш, М'янмі, Таїланді і Малайзії. Також вони були інтродуковані на островах Фіджі, Самоа, Токелау і Тонги. Вони живуть в лісистих місцевостях поблизу полів, чайних плантацій і людських поселень, часто поблизу водойм. В Непалі вони зустрічаються на висоті від 75 до 1525 м над рівнем моря, місцями на висоті до 2200 м над рівнем моря. В Індії птахи гніздяться на висоті до 2400 м над рівнем моря. Птахи зустрічаються переважно парами. іноді зграйками до 10-30 птахів.
Джунглеві майни живляться переважно комахами, плодами, квітками і насінням, шукають паразитів на тілах великих тварин і відходи на звалищах поблизу людьких поселень. Гніздування у цих птахів відбувається влітку і перед сезоном дощів, на півдні Індії з лютого по травень, на півночі Індії з квітня по липень. Гніздо розміщується в дуплах дерев і в будівлях. В кладці від 4 до 6 бірюзово-блакитних яєць. І самиці, і самці будують гніздо, насиджують яйця і доглядають за пташенятами.